# 杀死那个石家庄人
杀死那个石家庄人是万能青年旅店演唱的摇滚歌曲，由姬赓作词，董亚千作曲并演唱。歌曲全长5分44秒，收录于2010年11月12日发行的专辑《万能青年旅店》中。
歌曲生动地描写了一个被时代变革所抛弃的三口之家，呈现出石家庄人内心丰富而敏感的世界。通过对冷漠的父亲、绝望的母亲以及不懂事的儿子的塑造，立体地勾勒了城市的恬淡、平和、纯真而无可挽救的特质。歌曲分别于2010年12月31日和2011年12月10日获第二届、第三届中国摇滚迷笛奖最佳年度摇滚歌曲提名。2011年7月10日，姬赓、董亚千也凭借该曲分别提名第11届华语音乐传媒大奖最佳作词人、最佳作曲人。

## 创作与发行
杀死那个石家庄人写成于2006年07月，同年随迷你专辑《废人们 都在忙什么?》被上传至网络。乐队巡演时曾发布了一些私制唱片，其中便包含本歌曲的现场版。2010年11月12日，乐队同名专辑《万能青年旅店》正式由乐队独立发行，收录本单曲。
《三联生活周刊》指出，本曲的题目借鉴了治疗乐队（The Cure）的歌曲Killing an Arab。而后者的灵感则来自加缪小说《局外人》中的核心事件，主人公默尔索在海滩上枪杀了那个阿拉伯人。作词人姬赓在接受《南方人物周刊》采访时表示，这首歌是对一类家庭的描述，且这样的家庭在他生活的家属院就有很多。他认为这不是一个正常的成长过程，而是对热情和自尊的蚕食。
在和馬世芳的交谈中，姬赓表示歌词中的“八角柜台”是自己想象出来的意象，而“人民商场”是以前河北最热闹的百货商场，后来破落了。“乒乓少年”暗喻着一个压抑的乖乖牌，因为打球几乎是他郁闷的青春时光唯一的宣泄。

## 风格与主题
歌曲前奏由曼陀铃渲染忧伤哀寡的氛围，然后董亚千用温柔又略显单薄的嗓音一句接着一句地勾勒出孤寂哀婉的情景，在人们脑海中构筑了一个世界。前几句歌词表达的情景几乎就是对现实世界的白描，没有任何言语对话的联想，只是一个主观人物的自我写实。随后，伴随着曼陀铃轻柔地拨弦，歌者叙述故事般地娓娓道来。
然而乐队显然没想让这首歌如此平静。当若隐若现的吉他声退去，抑扬顿挫的、标志性的小号声登场，引领着听者进入下一个情景。随着董亚千不甘心般一遍一遍的说词而一路飙升，最终磅礴如惊涛席卷而来。萨克斯手和小号手推波助澜，却在高潮处轰然结束。
对于作品主题，《中国新闻周刊》记者陈淑莲认为这是一首下岗后的石家庄人缅怀曾经无限辉煌，但从计划经济向市场经济转型中逐渐没落的石家庄的作品。面对昔日的荣光退去，人们的心情变得灰暗。《每日经济新闻》记者杨弃非称，歌词极易令人联想到因污染被迫外迁的当地制药企业、逐渐被时代淘汰的棉纺业，以及一度辉煌却逐渐落寞的石家庄。

## 改编
2021年12月29日，河北共青团策划并在bilibili发布一支名为杀不死的石家庄人的音乐视频，改编、翻唱了本歌曲。该新填詞片上线后，歌詞變得強行“正能量”，引发争议，随后翻唱歌手提出解除合作，河北共青团最终将稿件删除。2023年7月17日，河北省文旅厅在微信视频号发布题为《杀不死的石家庄》的宣传片，同时提及本歌曲。